# Memoriał Jana Ciszewskiego 1996
Memoriał im. Jana Ciszewskiego 1996 – 13. edycja turnieju żużlowego poświęconego pamięci znanego polskiego komentatora sportowego Jana Ciszewskiego, który odbył się 24 sierpnia 1996 roku. Turniej wygrał Hans Nielsen.

## Wyniki
- Stadion OSiR Skałka (Świętochłowice), 24 sierpnia 1996
- Sędzia: Wojciech Grodzki

| Msc. | Zawodnik            | Klub              | Pkt |                |  |
| ---- | ------------------- | ----------------- | --- | -------------- |  |
| 1    | Hans Nielsen        | Dania             | 15  | (3,3,3,3,3)    |  |
| 2    | Roman Jankowski     | Leszno            | 13  | (3,2,3,3,2)    |  |
| 3    | Marvyn Cox          | Niemcy            | 12  | (2,3,3,3,1)    |  |
| 4    | Billy Hamill        | Stany Zjednoczone | 12  | (3,2,2,2,3)    |  |
| 5    | Antonín Kasper      | Czechy            | 10  | (3,2,1,2,2)    |  |
| 6    | Sam Ermolenko       | Stany Zjednoczone | 8   | (wsu,3,1,1,3)  |  |
| 7    | Andrzej Huszcza     | Zielona Góra      | 8   | (1,1,2,1,3)    |  |
| 8    | Adam Łabędzki       | Leszno            | 7   | (wsu,1,3,3,wu) |  |
| 9    | Piotr Świst         | Gorzów Wlkp.      | 7   | (2,3,0,1,1)    |  |
| 10   | Rinat Mardanszyn    | Rosja             | 7   | (1,0,2,2,2)    |  |
| 11   | Sebastian Ułamek    | Częstochowa       | 6   | (1,1,2,2,1)    |  |
| 12   | rez. Adam Skórnicki | Leszno            | 6   | (2,2,1,1,0)    |  |
| 13   | Chris Louis         | Wielka Brytania   | 4   | (1,0,2,3,0)    |  |
| 14   | Antoni Bielica      | Świętochłowice    | 2   | (0,0,0,0,2)    |  |
| 15   | Jacek Rempała       | Tarnów            | 0   | (0,0,dst)      |  |
| 16   | Sławomir Drabik     | Częstochowa       | 0   | (d,dst)        |  |
| 17   | Greg Hancock        | Stany Zjednoczone | 0   | (u/-)          |  |